# Тымпылыкан
Тымпылыкан (устар. Тыымпылыкаан) — река в Восточной Сибири, приток реки Лена. Длина реки — 357 км, площадь водосборного бассейна — 5130 км². 
Вытекает из небольшого безымянного озера на Центральноякутской равнине на высоте 208 м над уровнем моря. Сначала течёт в юго-восточном направлении, затем преимущественно на юго-восток в широкой речной долине. Ближе к устью делает поворот на северо-восток, петляя среди болот и озер. Впадает слева в протоку Кюнгкябир реки Лены на расстоянии 1086 км от её устья, образуя обширную дельту. Ширина в нижнем течении — 17-30 м при глубине 0,4-0,7 м.

## Основные притоки
Указаны притоки длиной 30 км и более
| Название           | Расстояние от устья | Длина | Положение |
| ------------------ | ------------------- | ----- | --------- |
| Огдёню             | 61                  | 52    | правый    |
| Аллара-Манде       | 123                 | 66    | левый     |
| Аччыгый-Тымпылыкан | 185                 | 74    | левый     |

По данным государственного водного реестра России относится к Ленскому бассейновому округу. Код водного объекта — 18030900112117500001222.